# Dwergpapegaaien
De dwergpapegaaien (Agapornis) zijn een geslacht van papegaaiachtigen uit de familie van de papegaaien van de Oude Wereld (Psittaculidae).  Van dit geslacht komen uitsluitend in Afrika vertegenwoordigers voor.
De wetenschappelijke naam is gevormd uit het Griekse agapein = liefkozen en ornis = vogel). Die benaming heeft te maken met hun aanhankelijke karakter: ze vormen een erg hechte band met hun partner, gedurende hun hele leven. Deze eigenschap komt ook terug in de naam voor deze vogels in andere talen, zoals in het Engels  lovebirds, het Duits Unzertrennlichen en in het Frans inséparables. Dwergpapegaaien worden voornamelijk in paren gehouden. Ze kunnen ook in hun eentje gehouden worden, maar eisen dagelijks aandacht. Krijgen ze niet genoeg aandacht dan is de kans groot dat de vogel zal vereenzamen. Als men niet veel tijd heeft om ze aandacht te geven is het verstandig om meerdere agaporniden in een kooi te houden, maar dan moet er wel voldoende ruimte zijn in de kooi.

## Kenmerken
Dwergpapegaaien zijn ongeveer 13–14 cm groot, hun gewicht bedraagt circa 40-60 gram en ze zijn goed te herkennen aan hun kleine stompe staart. Hierdoor vormen de dwergpapegaaien de kleinste papegaaiensoort ter wereld. Dwergpapegaaien hebben een snavel die relatief groot is vergeleken met de rest van hun lichaam. Dwergpapegaaien zijn er in vele kleuren, alhoewel de meeste groen met rood zijn. Bij gefokte dieren kunnen de kleuren ook gemuteerd zijn. De kleuren kunnen dan ook blauw en geel zijn. Sommige soorten, zoals Agapornis fischeri, Agapornis nigrigenis, Agapornis personatus en Agapornis lilianae, hebben een witte oogrand.  Over het algemeen kunnen dwergpapegaaien zo'n 10 tot 16 jaar oud worden.
Agapornis taranta, Agapornis canus en Agapornis pullarius zijn seksueel dimorf. Bij deze soorten is er een duidelijk verschil tussen het mannetje en het vrouwtje.

## Leefwijze
Dwergpapegaaien leven in kleine groepen en eten hoofdzakelijk fruit, groenten, sommige grassoorten en zaden. De Agapornis eet ook graag vijgen.

## Verspreiding en leefgebied
Acht soorten komen van het vasteland van Afrika, van Ethiopië tot in Congo-Kinshasa. De negende soort, Agapornis canus, komt oorspronkelijk uit Madagaskar.

## Soorten
Er worden negen soorten in dit geslacht geplaatst:
- Agapornis canus – Grijskopagapornis
- Agapornis fischeri – Fischers agapornis
- Agapornis lilianae – Nyasa-agapornis
- Agapornis nigrigenis – Zwartwangagapornis
- Agapornis personatus – Zwartmaskeragapornis
- Agapornis pullarius – Roodmaskeragapornis
- Agapornis roseicollis – Perzikkopagapornis
- Agapornis swindernianus – Zwartkraagagapornis
- Agapornis taranta – Zwartvleugelagapornis

## Dwergpapegaaien als huisdier
In tegenstelling tot grotere papegaaiensoorten, die al als huisdier werden gehouden door Alexander de Grote, zijn de dwergpapegaaien pas in de 20e eeuw naar Europa gekomen. Dwergpapegaaien worden tegenwoordig, vanwege de grote vraag, in grote aantallen gekweekt in gevangenschap. Ze zijn gewild vanwege hun kleine formaat, gemakkelijke omgang, en de lage kosten om ze te houden. Tevens hebben ze aanleg om (onder andere door hun nieuwsgierigheid) zeer tam te worden. Doordat ze erg slim zijn, moet de eigenaar ervoor zorgen dat zijn dwergpapegaai genoeg te doen heeft, in en buiten de kooi.
De meest frequent in gevangenschap gehouden dwergpapegaaien zijn Agapornis roseicollis, Agapornis personatus en Agapornis fischeri. De eerstgenoemde soorten zijn in zeer veel (ongeveer 60) verschillende kleurmutaties beschikbaar.
De overige soorten zijn minder eenvoudig verkrijgbaar en niet altijd even makkelijk om als huisdier te houden.

## Handopfok in 2014 verboden bij wet in Nederland
Sinds 1 juli 2014 is het in Nederland verboden om jonge papegaaiachtigen vroegtijdig te scheiden van hun ouders. Die regelgeving verbiedt papegaaien en parkieten met de hand groot te brengen. De jonge vogels mogen niet van de ouders gescheiden worden voordat de jonge vogels minimaal volledig zelfstandig kunnen eten.